# Kutna frekvencija
Kutna frekvencija ili kružna frekvencija je mjerna veličina kojom se kod periodičkih pojava kao što su jednoliko kružno gibanje i harmonijsko titranje izražava brzina promjene faznog kuta izraženog u radijanima:
{\displaystyle \omega ={\frac {\mathrm {d} \theta }{\mathrm {d} t}}},
pa je kutna frekvencija jednaka umnošku punog kuta u radijanima s frekvencijom kruženja ili titranja:
{\displaystyle \omega =2\pi \cdot f\,}
Korištenjem kružne frekvencije postiže se racionaliziranje formula, npr. umjesto {\displaystyle \sin(2\pi \,f\,t)} piše se {\displaystyle \sin(\omega \,t)}.
Mjerna jedinica SI za kružnu frekvenciju je radijan u sekundi (rad/s ili s−1). Radi izbjegavanja zabune ne bi trebalo koristiti jedinicu herc koja ima istu dimenziju, ali različitu definiciju.

## Poveznice
- Broj okretaja
- Kutna brzina